# Villa Quinteros
Villa Quinteros es una localidad argentina ubicada en el departamento Monteros de la provincia de Tucumán. Se encuentra sobre la ruta nacional 38, la cual constituye su principal vía de comunicación vinculándola al norte con Monteros y al sur con Concepción. La localidad es la población actual más cercana a la primera localización de San Miguel de Tucumán en el lugar conocido como Ibatín, y donde perduraría hasta 1685.
En 1888 el gobernador de Tucumán Lidoro José Quinteros -a él debe la localidad su nombre- promovió una ley para fundar centros urbanos en distintas estaciones de ferrocarril de la provincia, entre ellas la de la estación ubicada en la actual Villa Quinteros del Ferrocarril Noroeste Argentino. La Comisión de Fomento precursora de la actual comuna rural se creó en 1907.
Para 1914 Villa Quinteros era reconocida como localidad productora de caña de azúcar.  A partir de 1925 contó con un ingenio en sus inmediaciones, que adoptó en principio el nombre de su único propietario Juan Fara, siendo rebautizado posteriormente como "San Ramón". 
El cierre del ingenio en 1966 dejó a la localidad en situación muy precaria respecto a lo económico, y sus habitantes dependen hoy mayoritariamente de la agricultura y el empleo estatal.

## Población
La población está compuesta en mayor parte por criollos y mestizos, y en menor medida descendientes de inmigrantes. 
Cuenta con 4,240 habitantes (Indec, 2010), lo que representa un incremento del 16% frente a los 3,646 habitantes (Indec, 2001) del censo anterior. Junto a la localidad de Río Seco conforma un aglomerado urbano que cuenta con un total de 9,371 habitantes (Indec, 2010).
| Gráfica de evolución demográfica de Villa Quinteros entre 1991 y 2010 |
|                                                                       |
| Fuente: Censos nacionales del INDEC                                   |